# Dill (Pflanze)
Dill, Dille oder Gurkenkraut, auch Dillkraut und Dillfenchel genannt (Anethum graveolens), ist eine Pflanzenart der Gattung Anethum innerhalb der Familie der Doldenblütler (Apiaceae). Sie stammt ursprünglich aus Vorderasien, wird heute jedoch weltweit angebaut.

## Beschreibung und Ökologie

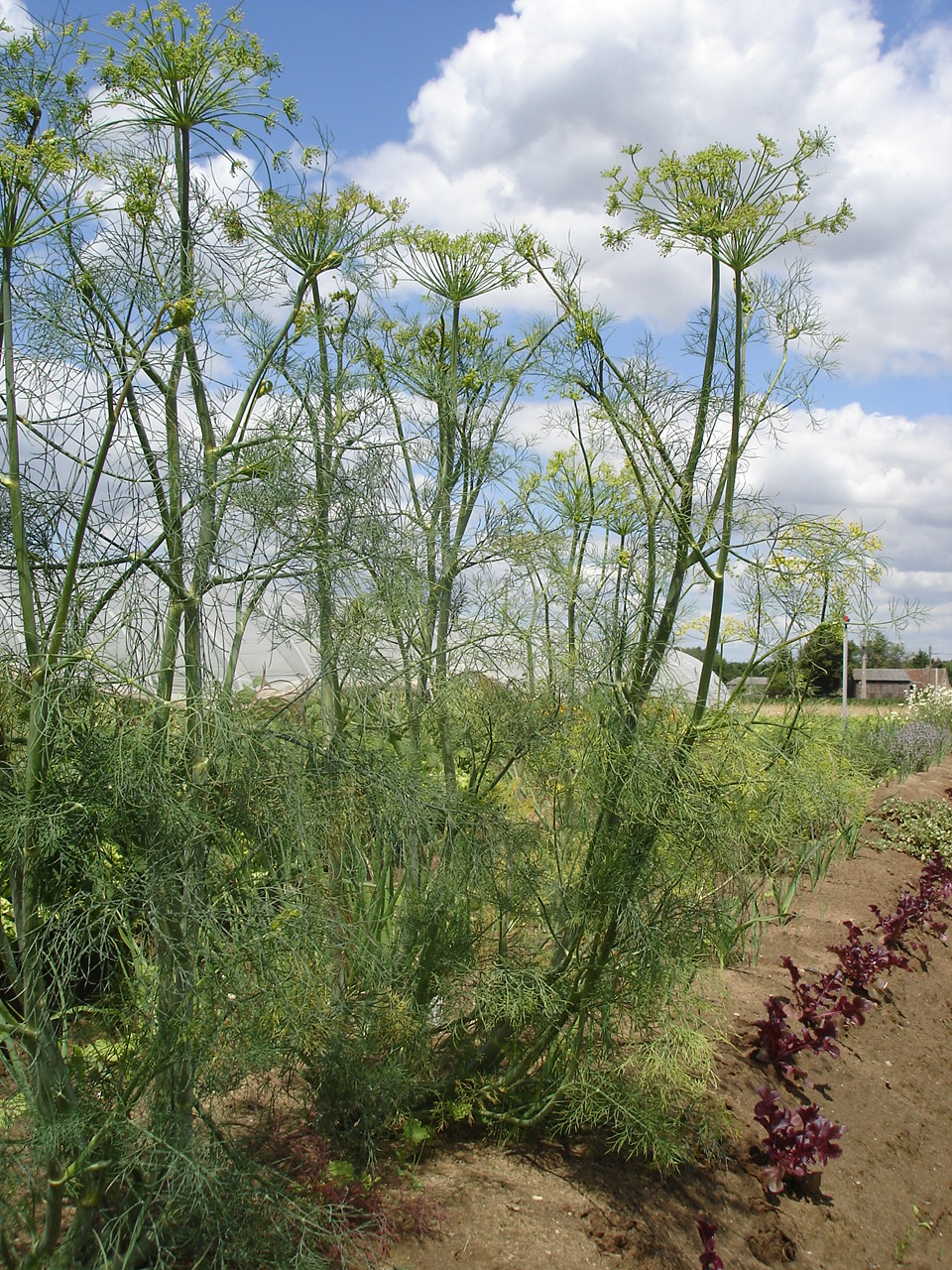
Habitus

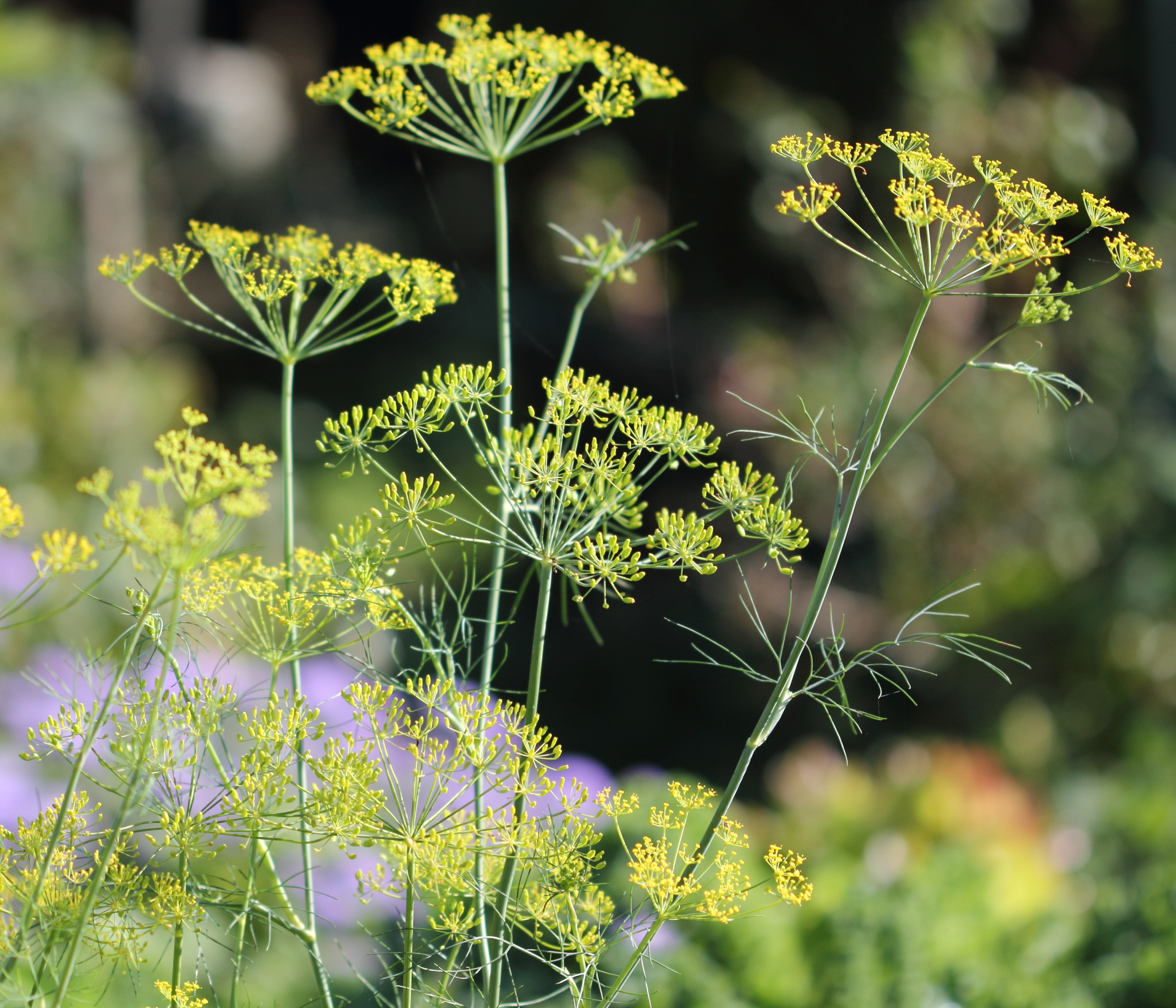
Doppeldoldige Blütenstände

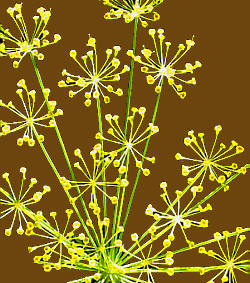
Ausschnitt eines doppeldoldigen Blütenstandes

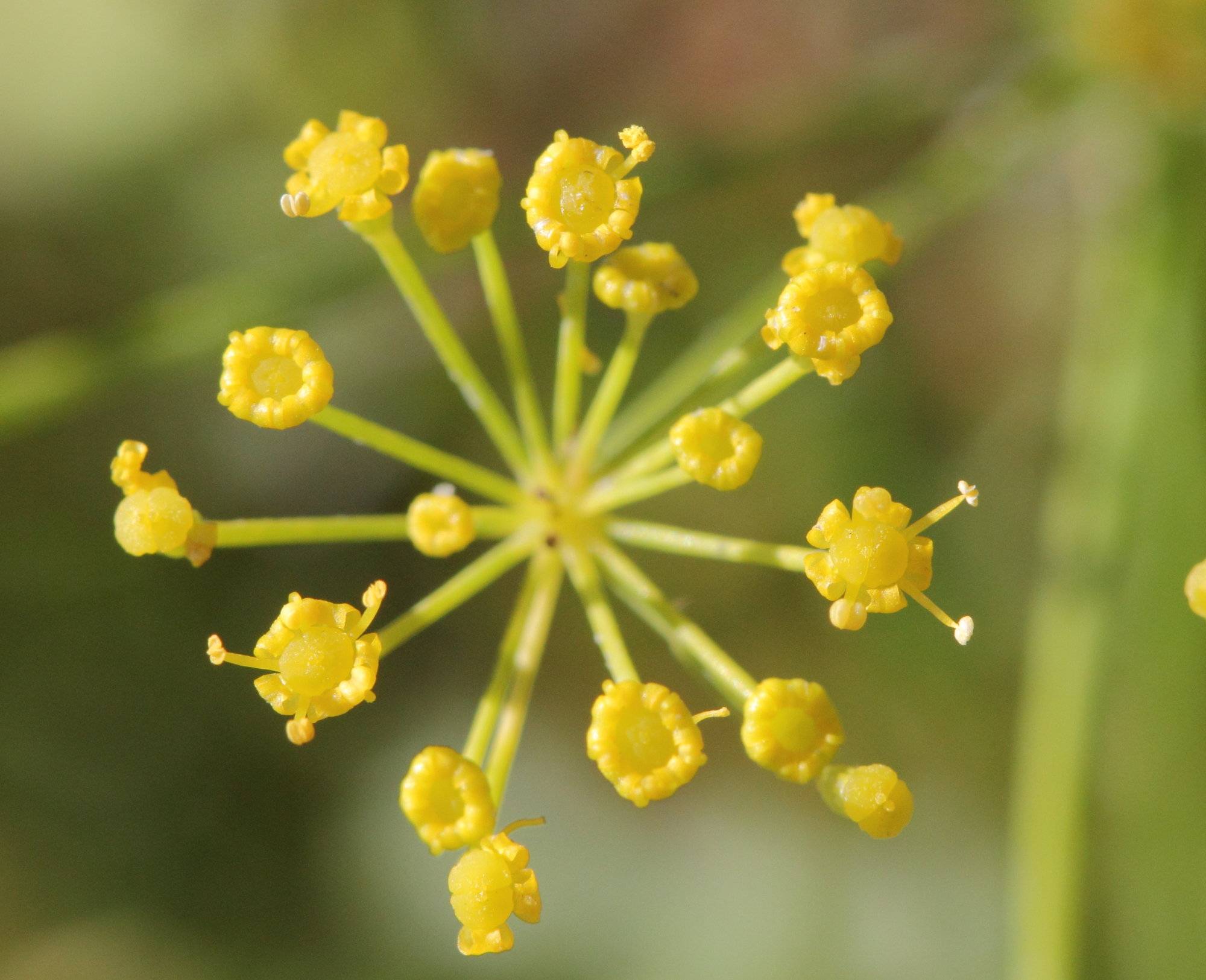
Döldchen mit Blüten im Detail

### Vegetative Merkmale
Dill ist eine sommerannuelle, einjährige krautige Pflanze und erreicht Wuchshöhen von meist 30 bis 75 Zentimetern, selten bis zu 125 Zentimetern. Alle oberirdischen Pflanzenteile sind kahl und die Farbe variiert von Hellgrün bis Grün-Türkis. Alle Pflanzenteile duften stark aromatisch. Die Stängel wachsen aufrecht, sind rund und fein gerillt und verzweigen sich meist im oberen Abschnitt. Besonders die unteren Laubblätter sind drei- bis vierfach fiederschnittig, fein zerteilt in borstliche Abschnitte. Die oberen Laubblätter sind weniger stark geteilt und kleiner. Nebenblätter fehlen. Die Blattscheiden haben eine Länge von 1 bis 2 Zentimetern und sind oben gehörnt. Die unteren Stängelblätter sind gestielt, die oberen auf den Blattscheiden sitzend.

### Blütenstände, Blüten und Früchte
Die großen Blütenstände sind tragblattlose, 15- bis 30-strahlige Doppeldolden, selten bis zu 50-strahlig. Sie weisen einen Durchmesser von 5 bis 15 Zentimetern auf und enthalten zehn bis 25 Döldchen. Die Döldchen weisen einen Durchmesser von 3 bis 5 Zentimetern auf und enthalten 15 bis 25 Blüten. Die Blütenstiele sind 6 bis 10 Millimeter lang.
Hülle und Hüllchen fehlen. Die kleinen Blüten sind radiärsymmetrisch und fünfzählig. Die fünf Kelchblätter sind verwachsen. Die fünf Kronblätter sind (dotter-)gelb; sie sind an der Spitze in ein umgechlagenes Läppchen verschmälert. Es ist nur ein Kreis mit fünf Staubblättern vorhanden. Die Staubblätter sind länger als die eingerollten Kronblätter.
Zwei Fruchtblätter sind zu einem unterständigen Fruchtknoten verwachsen, der länglich und etwas zusammengedrückt geformt ist. Die zwei Griffel sind kurz, zur Blütezeit fast aufrecht und zur Fruchtreife über das Griffalpolster herabgebogen. Die Blüte besitzt einen nektarabsondernden Diskus und wird von verschiedenen Insekten, besonders jedoch von Käfern bestäubt. Die Blütezeit reicht von teils schon Mai, jedoch meist Juni bis August.
Die eiförmigen, braunen, trockenen Spaltfrüchte (Doppelachänen) sind 3 bis 5 Millimeter lang, 1,8 bis 2,5 Millimeter breit und 0,6 bis 0,8 Millimeter dick. Die Tausendkornmasse liegt zwischen 1 und 2 g. Sie zerfallen in zwei schmal geflügelte Teilfrüchtchen mit grau-weißen Längsrippen. Die Früchte reifen meist zwischen Juli und September. Als Flügelflieger werden sie über den Wind ausgebreitet, ferner bei Nässe auch als Adhäsionshafter.

### Chromosomenzahl
Die Chromosomenzahl beträgt 2n = 22, selten 44.

## Verbreitung
Der Dill ist ursprünglich in Vorderasien verbreitet. Nach Ralf Hand kommt er ursprünglich aber beispielsweise in Marokko, Algerien, Tunesien, Libyen, Spanien, Portugal, Madeira, Kroatien, Bulgarien, Zypern, im Gebiet von Israel und Jordanien und in der Türkei vor. Für Albanien und Mallorca ist die Ursprünglichkeit zweifelhaft. In Italien und Slowenien kommt er eingebürgert vor. In Mitteleuropa ist er selten verwildert zu finden.
Die ökologischen Zeigerwerte nach Landolt et al. 2010 sind in der Schweiz: Feuchtezahl F = 2w (mäßig trocken aber mäßig wechselnd), Lichtzahl L = 4 (hell), Reaktionszahl R = 3 (schwach sauer bis neutral), Temperaturzahl T = 5 (sehr warm-kollin), Nährstoffzahl N = 3 (mäßig nährstoffarm bis mäßig nährstoffreich), Kontinentalitätszahl K = 4 (subkontinental).

## Taxonomie und Systematik
Der Dill wurde 1753 von Carl von Linné in Species Plantarum Tomus I. S. 263 als Anethum graveolens erstbeschrieben.
Innerhalb der Art Anethum graveolens können drei Sippen unterschieden werden, die teils als Varietäten oder Sorten, teils als Unterarten eingestuft werden:
- Gartendill (Anethum graveolens var. hortorum Alef.) mit vorwiegend Carvon im ätherischen Öl
- Ackerdill (Anethum graveolens var. graveolens)
- Indischer Dill (Anethum graveolens subsp. sowa (Roxb. ex Flem.) N.F.Koren') ist nur eine Sorte Anethum graveolens 'Sowa'[8] und ist dem Gartendill sehr ähnlich, aber weniger aromatisch. Er enthält vor allem Dillapiol und Carvon.

### Verwandte Arten
In der Gattung Anethum können folgende Arten unterschieden werden:
- Anethum foeniculoides Maire & Wilczek: Sie kommt von Marokko bis ins nördliche Mauretanien vor. Sie wird seit 2015 als Schoenoselinum foeniculoides (Maire & Wilczek) Jim.Mejías & P.Vargas in eine eigene Gattung Schoenoselinum Jim.Mejías & P.Vargas gestellt.[9]
- Dill (Anethum graveolens L.)
- Anethum theurkauffii Maire: Sie kommt nur in Mauretanien vor.[9]

## Inhaltsstoffe
100 g getrocknetes Dillkraut enthält im Durchschnitt 5,5 g Wasser, 20 g Protein, 4,0 g Fett, 57,0 g Kohlenhydrate, 12,0 g Rohfaser und 0,1 bis 0,35 g ätherische Öle. An Mineralstoffen sind Kalium mit 3,3 g, Calcium mit 1,7 g und Natrium mit 0,2 g nennenswert. Für die Nutzung als Gewürz ist der Gehalt an ätherischen Ölen ausschlaggebend. In den Blättern beträgt ihr Anteil 2 bis 4 %, in den Früchten (Samen) bis zu 8 %. Die Inhaltsstoffe und damit der Geruch unterscheiden sich in den verschiedenen Pflanzenteilen. So enthält das Pflanzenöl insbesondere α-Phellandren und Dillether, sowie geringere Mengen β-Phellandren und (S)-Limonen. Die Blüten enthalten dagegen auch (R)-Limonen und (S)-(+)-Carvon in größeren Mengen. Über die  Reifephase von der Knospe zu den Früchten nimmt der Gehalt an (R)-Limonen und (S)-(+)-Carvon zu, während der Gehalt an α-Phellandren und Dillether abnimmt. Im Samen sind α-Phellandren und Dillether dann nur noch in Spuren enthalten und (S)-(+)-Carvon als Hauptbestandteil ergibt den typischen kümmelartigen Geruch. Weitere Bestandteile sind α-Pinen, p-Cymol, Dimethylhexahydrobenzofuran und Dihydro-Derivate von Carvon sowie Dillapiol und Myristicin. Insgesamt sind 90 Inhaltsstoffe bekannt.
Das Endosperm des Samens enthält 15 bis 20 % fettes Öl und 20 % Eiweiß.

## Krankheiten und Schädlinge
Die meisten Krankheiten und Schädlinge, die an Dill auftreten, sind typisch für Doldenblütler wie Karotten, Petersilie und Sellerie.
So können Viren, wie das Gurkenmosaikvirus (cucumber mosaic virus), das Selleriemosaikvirus (celery mosaic virus), das Petersilien-Y-Virus (Parsley virus Y, syn. Potyvirus, PaVY) und das Luzernemosaikvirus (alfalfa mosaic virus), Erkrankungen hervorrufen, die sich in Scheckungen, Verfärbungen, Wuchsdepressionen und Nekrosen der Blätter manifestieren.
Daneben sind auch Erkrankungen durch Bakterien bekannt. Bedeutend ist Pseudomonas viridiflava und der durch verschiedene Bakterien verursachte Doldenbrand (Pseudomonas fluorescens, Erwinia carotovora subsp. carotovora, Xanthomonas campestris pv. carotae).
Bei der Keimung stellt die Auflaufkrankheit das größte Problem dar. Sie wird durch mehrere Pilze, vor allem Pythium sp., verursacht. Der wirtschaftlich bedeutendste Pilz während der übrigen Kulturzeit ist die Fusariose (Fusarium culmorum). Sie vernichtet junge Bestände und schädigt Pflanzen auch nach der Blüte noch stark. Bei Auftreten erfordert sie einen Standortwechsel der Kulturen. Der Pilz Fusarium ist jedoch nicht alleine für die Welke verantwortlich. Die Blattdürre (Itersonilia perplexans) ist seltener. Blattflecken verursachen noch Mycosphaerella anethi, der bei Fenchel bekannt ist, Phoma complanata, Ascochyta anethicola. Erysiphaceae (Echter Mehltau) (Erysiphe heraclei), Rostpilze besitzen bei Dill keine wirtschaftliche Bedeutung.
Tierische Schädlinge sind Wurzelgallenälchen (Meloidogyne hapla), die Wurzelnematode Trichodorus christiei und die Fadenwurm-Art Pratylenchus penetrans, auf die Dill besonders empfindlich reagiert. Verschiedene Blattläuse befallen Dill, besonders die Gierschblattlaus (Cavariella aegopodii) und Wanzenarten der Gattung Lygus sind zu nennen. Seltener schädigen Springschwänze (Bourletiella sulphurea), Möhrenblattfloh (Trioza apicalis) und Minierfliegen. Andere Schädlinge spielen wirtschaftlich eine eher untergeordnete Rolle.

## Nutzung

### Anbau

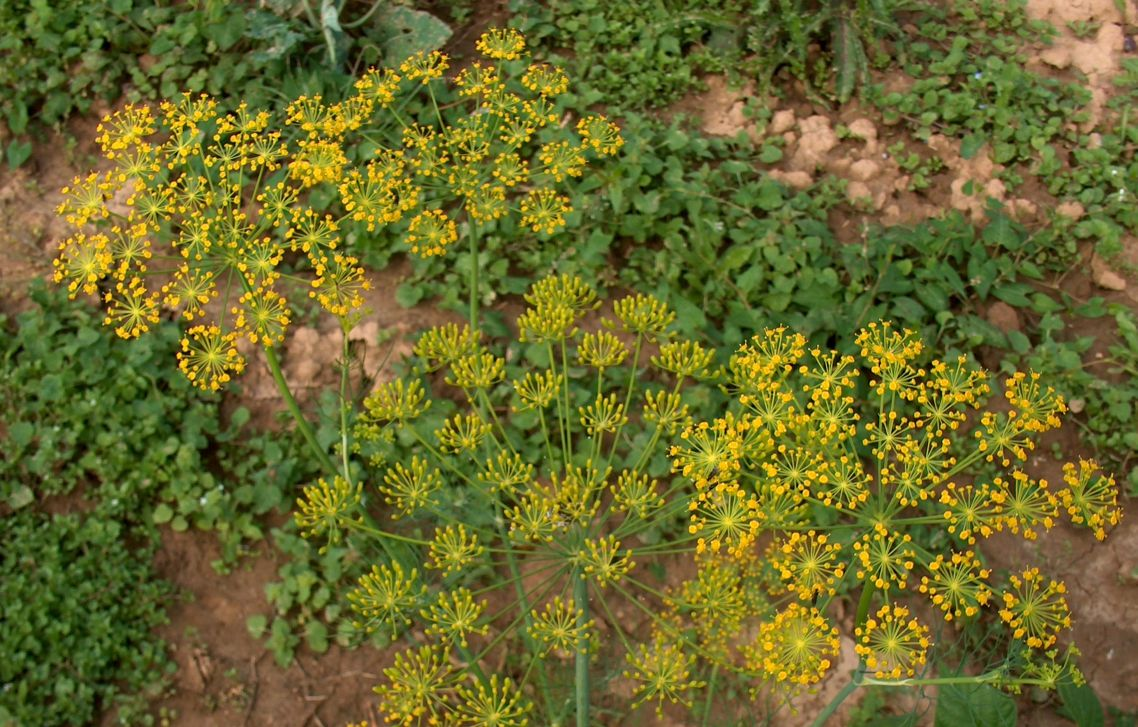
Doppeldolden von oben mit den gelben Blüten

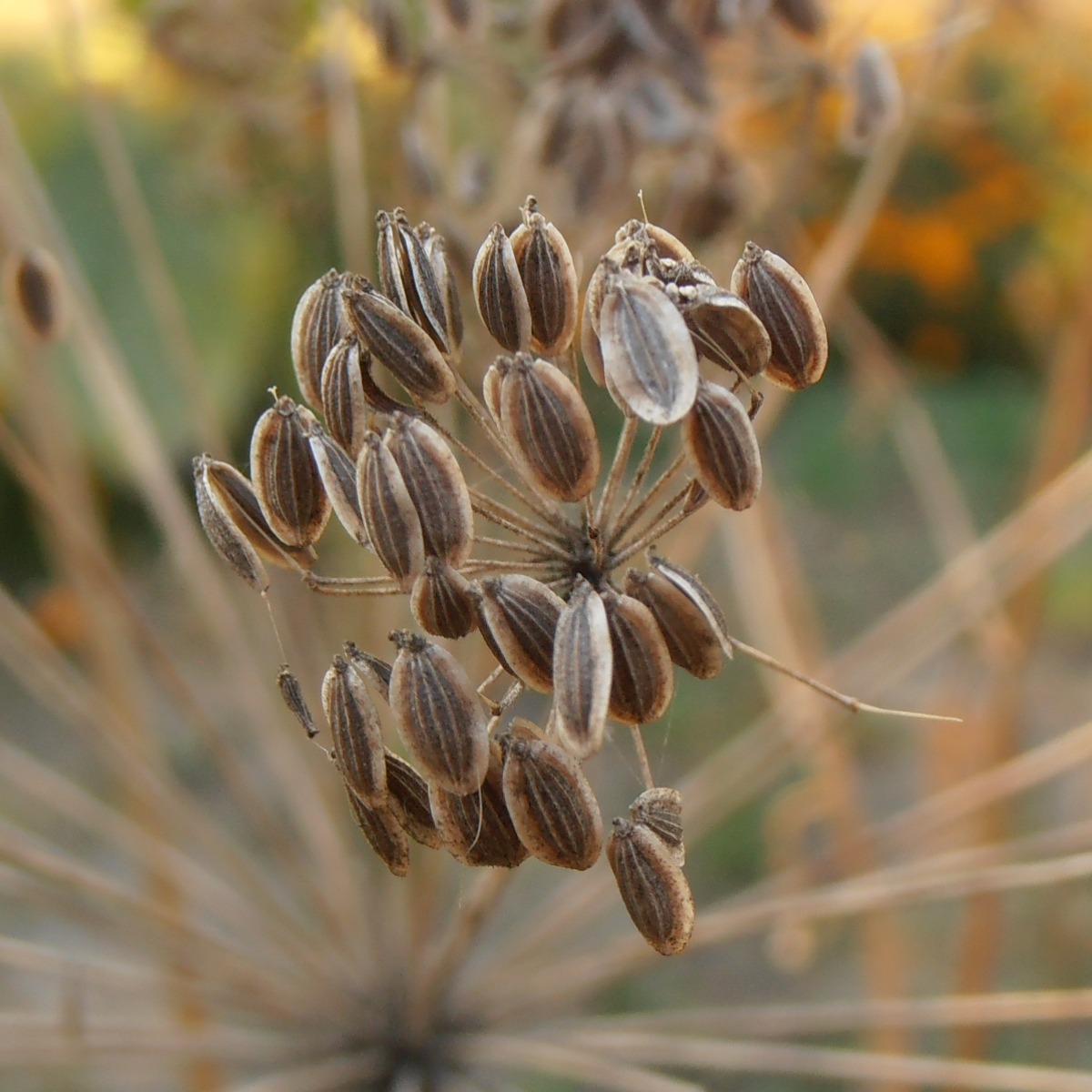
Früchte

Dill wird im Freiland wie auch als Gewächshauskultur angebaut. Der Anbau im Gewächshaus erfolgt im Boden sowie in Kultursubstraten in Töpfen. Auch der erdelose Anbau ist möglich, aber außer für Sprossen bis heute selten. Nach der geplanten Verwendung wird Anbau für Frischmarkt, Industrieware und Heilpflanzenanbau unterschieden. Frischware kommt aus dem Anbau von Bund- und Topfware. Im deutschsprachigen Raum kommt die Hauptmenge der Bundware aus Produktion im Freiland und Topfware fast nur aus dem Gewächshaus. Die Schüttware für industrielle Verarbeitung wird großflächig und stark mechanisiert angebaut. Die Kultivation zur Körnergewinnung und die im Heilpflanzenanbau zur Krautdrogengewinnung stammt auch aus großflächigem Freilandanbau. Gartendill ist bezüglich des Bodens wenig anspruchsvoll, lediglich verdichtete Böden und Staunässe verträgt er nicht. Optimal sind mittelschwere, feuchtwarme Böden mit einem hohen Humusanteil, beispielsweise Niedermoorstandorte. Optimal sind pH-Werte zwischen 7 und 7,6. Klimatisch gesehen kann der Anbau in ganz Europa erfolgen. Im Freiland überwiegt Direktsaat, zur Verfrühung im Freiland ist auch Vorkultivierung in Torfpresstöpfen verbreitet. Langtage im Sommerhalbjahr fördern die Blütenbildung, deshalb wird Dill in südlichen Ländern vor allem im Winter und Frühling angebaut. Dill ist ein Dunkelkeimer. Andere Quellen sagen zur Saattiefe, dass Dill ein Lichtkeimer ist: „Saatgut andrücken, nicht mit Erde bedecken“. Zudem ist Dill ein Kaltkeimer: Eine Kältebehandlung von ca. 7 Tagen bei 5–10 °C ist für die Keimung günstig. Zur Keimung benötigt Dill etwa drei Wochen. Die optimale Keimtemperatur liegt zwischen 10 und 30 °C. Dill hat eine langsame Jugendentwicklung und ist deshalb wegen des lange offen bleibenden Bodens gegen Verunkrautung empfindlich. Wird nach klimatischer Wasserbilanz zusätzlich bewässert, kann der Frischertrag deutlich erhöht werden. Der Nährstoffbedarf der Kultur für 30 t Frischmasseertrag pro Hektar beträgt 65 kg N, 25 kg P2O5, 200 kg K2O, 10 kg MgO und 85 kg CaO pro Hektar als Reinnährstoff. Davon wird zur Düngung der Bodenvorrat und bekannte Nährstoffnachlieferung aus dem Boden abgezogen. Im geschützten Anbau unter Glas, wo CO2-Düngung möglich ist, werden im Kulturraum Gehalte von 800 bis 1200 ppm angestrebt. Die Anreicherung erfolgt aus schwefelfreien Abgasen der Gasheizung oder mit technischem CO2. Die Kulturdauer beträgt ab März sechs bis sieben Wochen und verlängert sich im Herbst bis zur Dezemberaussaat auf bis zu neun Wochen.
Bezüglich der Fruchtfolge ist nach Dill oder anderen Doldenblütlern eine Pause von vier Jahren vor einem erneuten Dillanbau einzuhalten. Grund ist besonders die Fusariose. Vorfrüchte mit organischer Düngung sind günstig, besonders Hackfrüchte. Dill entzieht dem Boden viel Kalium und relativ wenig Phosphor. Dennoch ist eine gute Phosphor-Versorgung wichtig, da Phosphor-Mangel sich stark auf das Wachstum auswirkt.

### Ernte
Für den Frischmarkt werden vor allem Dillspitzen mit 15 bis 25 Zentimeter Länge geerntet. Für Industrieware liegen die geschnittenen Längen bei 30 bis 35 Zentimeter (Gemüsetrocknungsindustrie) oder 40 bis 60 Zentimeter (Gewürzgurkenverarbeitung). Durch zeitversetzten Anbau mit mehreren aufeinanderfolgenden Aussaaten erfolgt die Ernte kontinuierlich von Ende Mai bis Oktober. Der Ertrag an Dillkraut liegt zwischen 15 und 30 Tonnen pro Hektar und Jahr, der an Dillspitzen zwischen 10 und 18 Tonnen pro Hektar und Jahr. Frischware wird meist mit der Hand geerntet, Kraut für Trocknung und Gefrierkonservierung vorwiegend maschinell beetweise. Körnerdill wird vor Vollreife geerntet, meist Ende August/Anfang September. Der Ertrag liegt bei 0,8 bis 1,2 Tonnen pro Hektar und Jahr.

### Vermehrung
Die Vermehrung erfolgt generativ. Die Ernte der Samen erfolgt, wenn die Samen der Dolden braun zu werden beginnen. Danach werden sie nachgereift und getrocknet. Im Hausgarten bleiben einzelne Samenträger stehen, die sich versamen und an gleicher Stelle die Saat für das nächste Jahr ergeben. Geernteter Samen ist bei einem Feuchtegehalt unter zehn Prozent länger als zwei bis drei Jahre keimfähig. Vegetative Vermehrung findet nur in der Züchtung Verwendung.

### Lagerung
Aufbewahrt wird Dill am besten nach schneller Abkühlung in einem Temperaturbereich von −1 bis 0 °C und einer relativen Luftfeuchte von 95 %. Ist Dill zusätzlich in Folie eingepackt, hält er sich zwei bis drei Wochen lang.

### Sorten
Bei Dill gibt es etliche Sorten, die auf vier Herkunftsgruppen zurückgehen: normale diploide Sippen, Mammutsorten, tetraploide Sippen und Sorten aus dem Drogenhandel. Zum großflächigen Anbau von Dillspitzen haben sich die Sorten „Sari“ und „Vierling“ bewährt.

## Verwendung

### Kulinarische Verwendung
Gartendill ist eine vielseitig verwendete Gewürzpflanze. Er wird für Salate verwendet und ist für warme und kalte Dillsaucen, in Gewürzbutter und in Brotaufstrichen geeignet. Des Weiteren dient er auch zum Würzen von Fisch- und Fleischspeisen. Durch Destillation wird das Dillöl auch für die Likörindustrie angereichert. Frisch und getrocknet kann es auch für Konserven und für Kräuteressenzen verwendet werden. Blätter wie Blütendolden sind ein wichtiges Gewürz für Gewürzgurken, insbesondere für Salz-Dill-Gurken. Meist werden die Dillspitzen verwendet, in frischem, getrocknetem, tiefgefrorenem oder gefriergetrocknetem Zustand. Seltener wird das Dillkraut (das junge Kraut) oder die ganze oberirdische Pflanze verwendet. Das frische Dillkraut hat den besten Geschmack und wird auch auf gegarte Kartoffeln gestreut.

### Verwendung als Arzneipflanze
Als Heildrogen dienen die getrockneten reifen Früchte und die ganze frische, blühende Pflanze.
Wirkstoffe sind: Ätherisches Öl mit Carvon als Hauptbestandteil, Limonen und Dillapiol; den typischen Geruch geben Phellandren und Dilläther; weitere Wirkstoffe sind Cumarine und Kaffeesäure-Derivate.
Anwendungen:
Dillfrüchte haben mäßig verdauungsanregende, blähungstreibende und krampflösende Eigenschaften. Sie werden heute noch überwiegend in der Volksmedizin wie Kümmel, allerdings mit schwächerer Wirkung, bei Verdauungsstörungen mit Völlegefühl und Flatulenzen (Blähungen) und daraus entstehende Koliken sowie bei leichten krampfartigen Beschwerden im Magen-Darm-Bereich verwendet. Dill sei bei krampfhaften Bauchschmerzen von Kindern zu verwenden und rege den Fluss von Muttermilch an. Das Kauen der Samen vertreibe Mundgeruch. Die Kommission E des ehemaligen Bundesgesundheitsamtes sieht 1987 die Wirksamkeit von Dillfrüchten bei „dyspeptischen Beschwerden“ als belegt an. Eine beanspruchte Anwendung von Dillkraut zur „Vorbeugung und Behandlung von Erkrankungen und Beschwerden im Bereich des Magen-Darm-Traktes, der Niere und ableitenden Harnwege, bei Schlafstörungen sowie bei Krämpfen“ wird hingegen als nicht belegt angesehen, weswegen eine therapeutische Verwendung der Droge nicht befürwortet werden kann.
Für die Dillfrüchte wurden progesteronfördernde Wirkungen im Versuch nachgewiesen, was die bisweilen beschriebene Anwendung bei Zyklusstörungen und Infertilität zumindest plausibel macht. Daten aus klinischen Studien liegen hierzu jedoch nicht vor.
Dill wird im Papyrus Ebers gegen Kopfweh und zur Erweichung der Blutgefäße empfohlen. Schon vor Hippokrates galt er als stuhlerweichend und uterusreinigend. Nach Dioskurides hilft er bei Bauchweh, Erbrechen und Blähungen, treibt Harn und Milchsekretion, soll auf Dauer aber der Sehkraft schaden. Hildegard von Bingen verordnete das Kraut bei Lungenaffektionen, äußerlich bei Nasenbluten, Paracelsus als Diuretikum bzw. das Öl der Samen als Karminativum, Stomachikum, Galaktogogum, bei Erbrechen, Mundgeruch, Sinusitis, Hämorrhoiden und Kondylomen (Feigwarzen). Mattioli empfiehlt ihn als Dampfbad bei Uterusschmerzen, bei Genitalgeschwüren und Nabelbrüchen. Auch von Haller lobt ihn bei Uterusbeschwerden, Leclerc seine prompte Wirkung bei Schluckauf und Erbrechen. Von Grot zufolge wirkt er zwar stopfend, als Zäpfchen aber abführend. Dill wurde laut Madaus früher viel in Apotheken umgesetzt gegen Erbrechen, Schluckauf und Unterbauchkrämpfe. Die Volksmedizin behielt auch die Nutzung zur Schlaf- und Milchanregung und bei Blähungen von Kindern. Im Volksglauben vertrieb er Dämonen und sollte der Braut zur Herrschaft in der Ehe verhelfen („Ich habe Senf und Dille, Mann, wenn ich rede, schweigst du stille.“). In einem Märchen nach Jenny von Droste-Hülshoff schützt Dill vor Verhexung. Das aus den Samen hergestellte Dillwasser wirkt verdauungsfördernd; die Früchte wurden gegen Mundgeruch gekaut, der Teeaufguss der Blätter vom Dillkraut hilft bei Magenkrämpfen und Verdauungsstörungen.

## Geschichte
Dill wurde bereits im Alten Ägypten als Kulturpflanze angebaut und als Heil- und Gewürzpflanze verwendet. Pharao Amenophis II. ließ sich 1400 v. Chr. Dill mit in das Grab legen. Auch Mt 23,23  erwähnt Dill. Im antiken Griechenland und Rom wurde er ebenfalls als Gewürzpflanze verwendet.
Dill breitete sich vor mehr als 5000 Jahren vom östlichen Mittelmeer in Richtung Atlantik aus. Seine Verwendung bei der Nahrungszubereitung wurde für etwa 3600 v. Chr. im westlichen Alpenraum nachgewiesen.
Im Mittelalter war Dill oder Dille (von mittelhochdeutsch tille, auch tyl; lateinisch anetum genannt) als bei verschiedenen Leiden anwendbare Heilpflanze weit verbreitet. Nach Mittel- und Nordeuropa kam der Dill wahrscheinlich durch Mönche, die ihn in ihren Klostergärten anpflanzten. Im Capitulare de villis Karls des Großen wird Dill als anetum aufgeführt.

### Historische Abbildungen

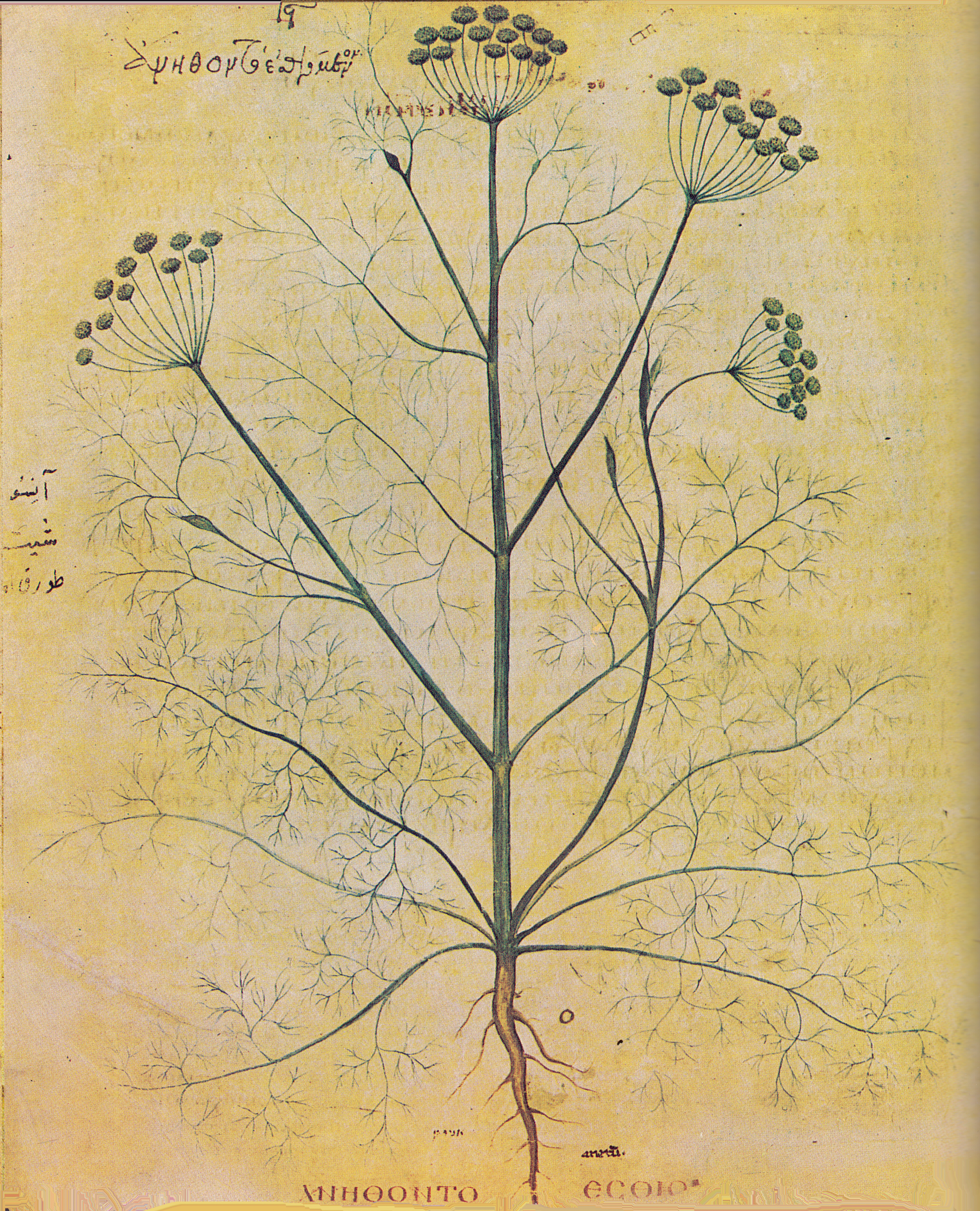
Wiener Dioskurides 6. Jahrhundert
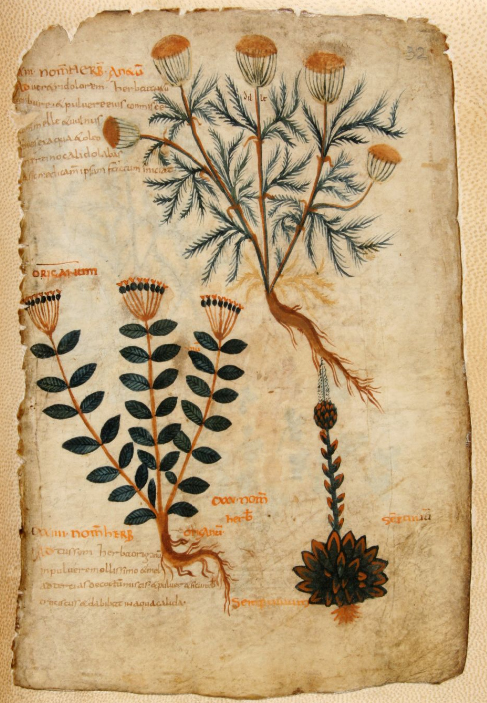
Pseudo-Apuleius  Manuskript, Kassel 9. Jh.
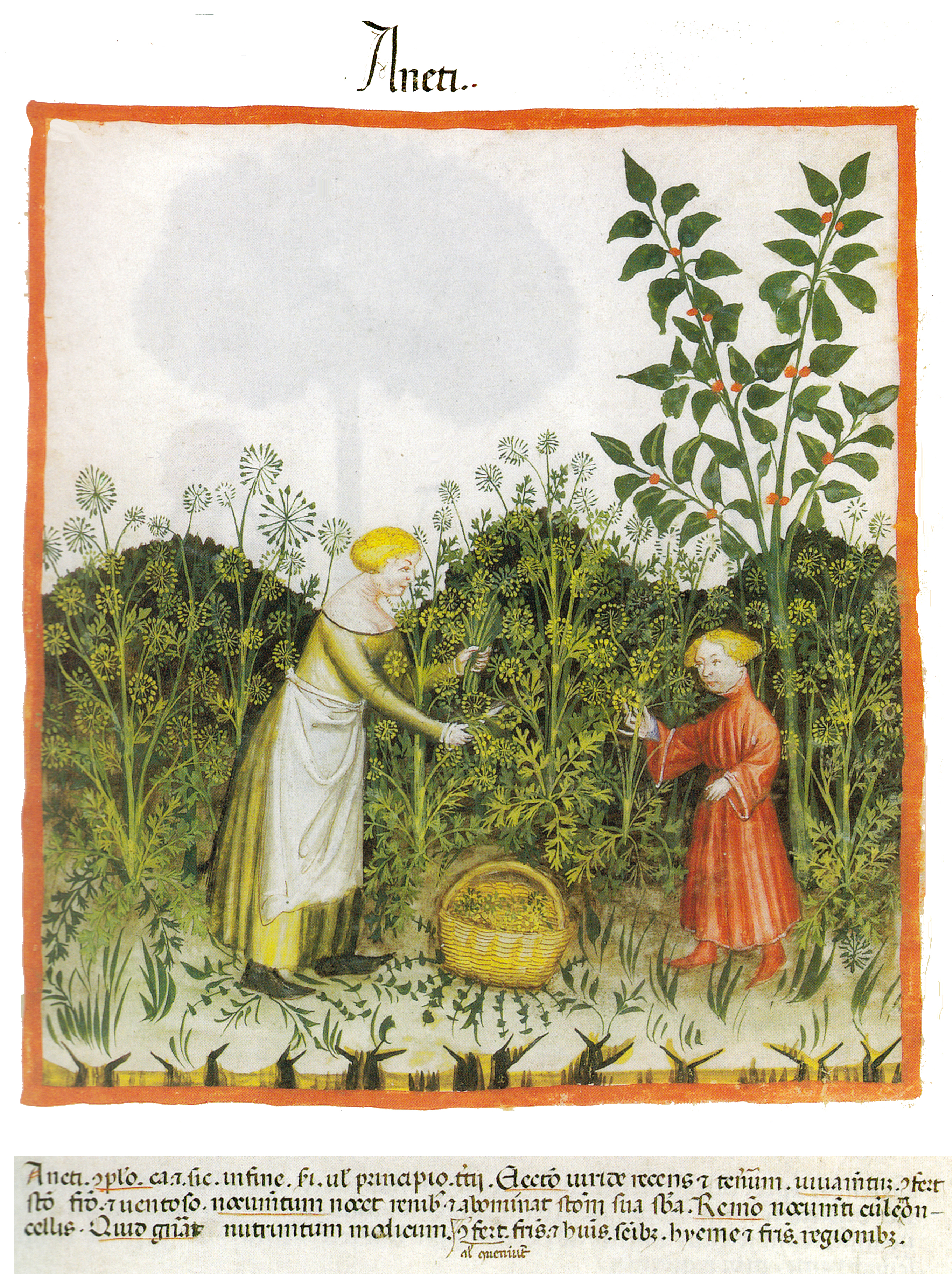
Tacuinum sanitatis (Ibn Butlan) 14. Jh.
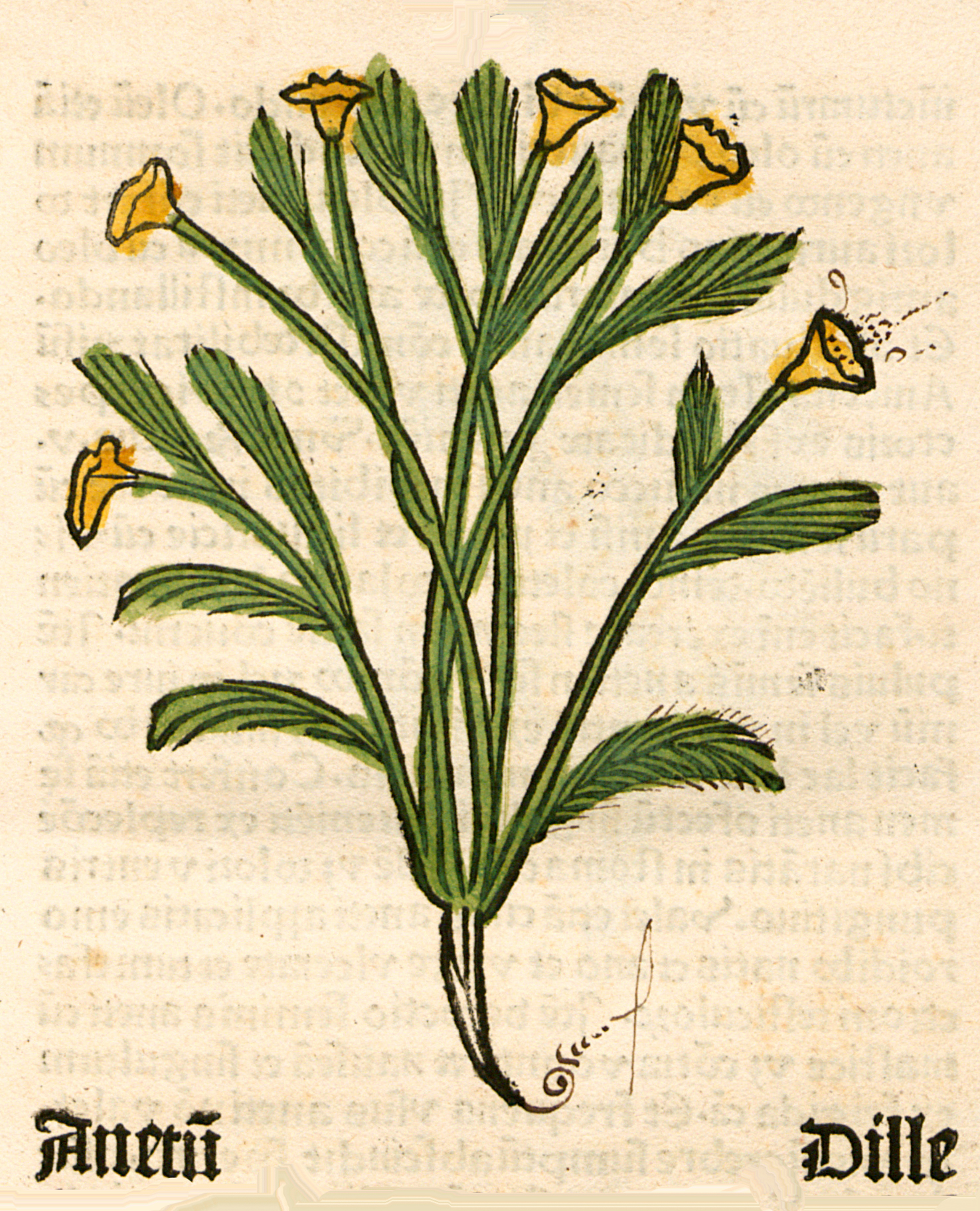
Herbarius Moguntinus 1484
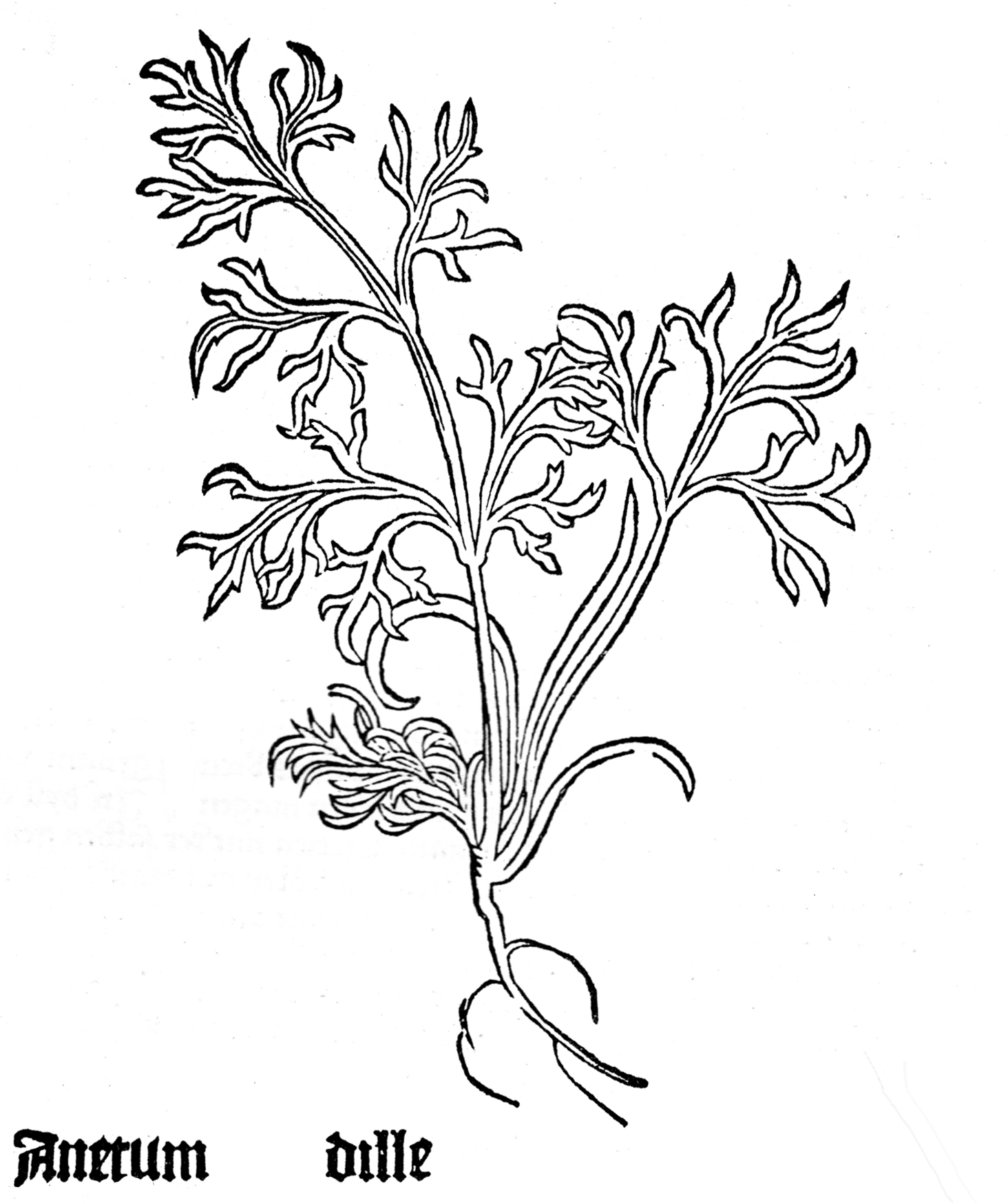
Gart der Gesundheit 1485
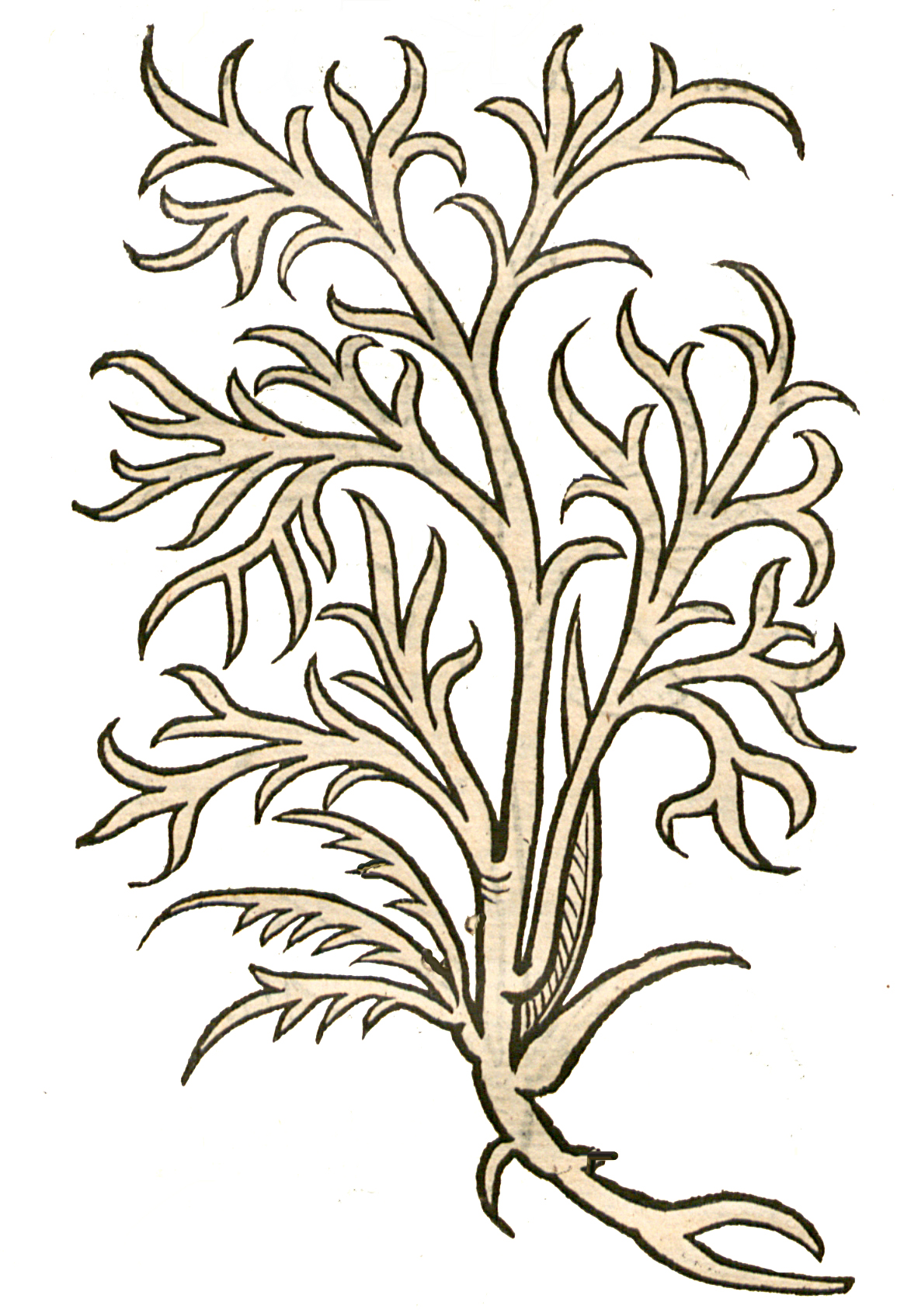
Hortus sanitatis 1491
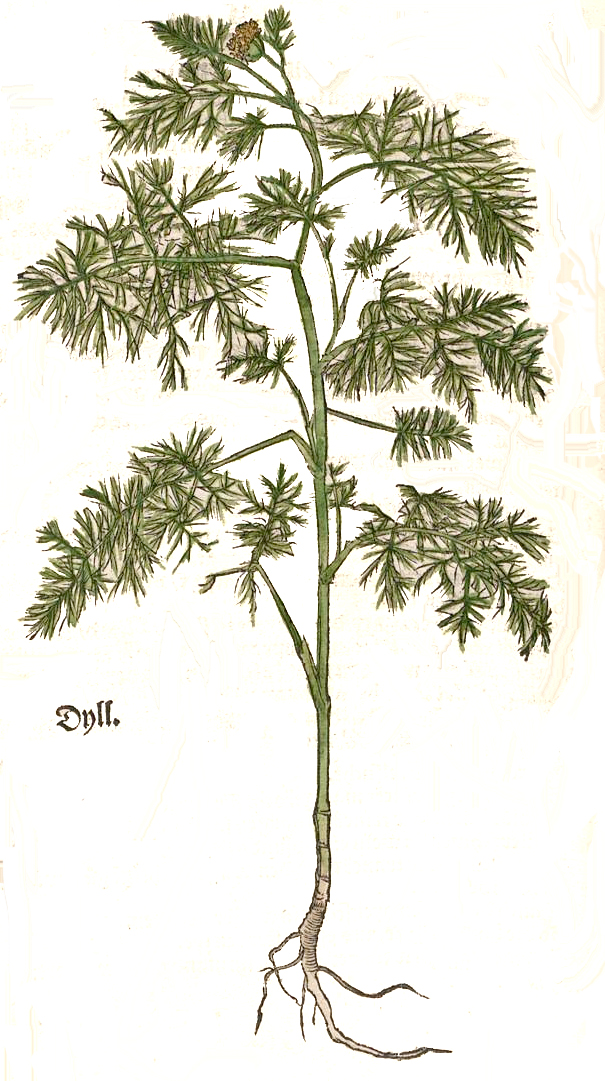
Otto Brunfels 1537
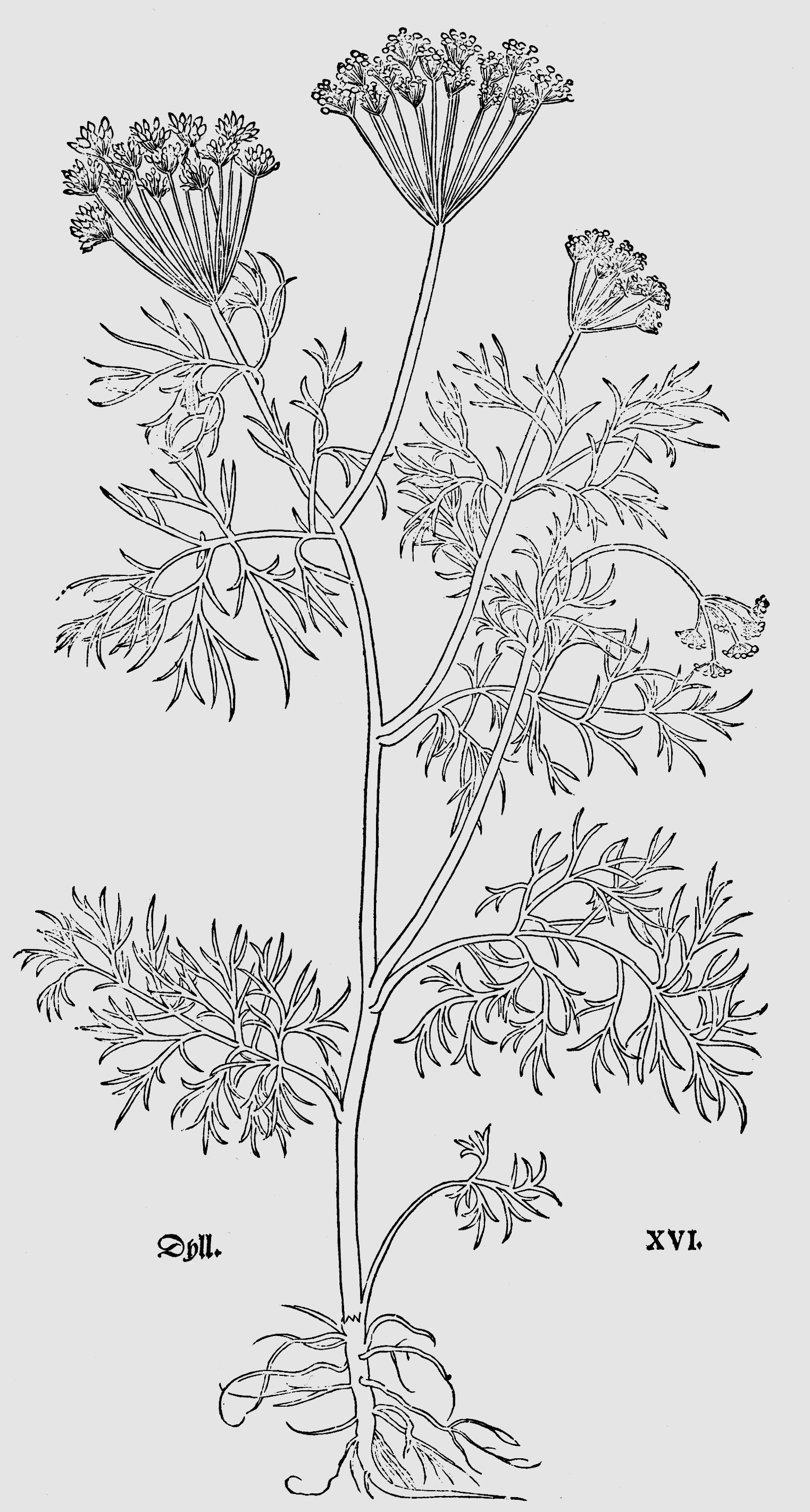
Leonhart Fuchs 1543
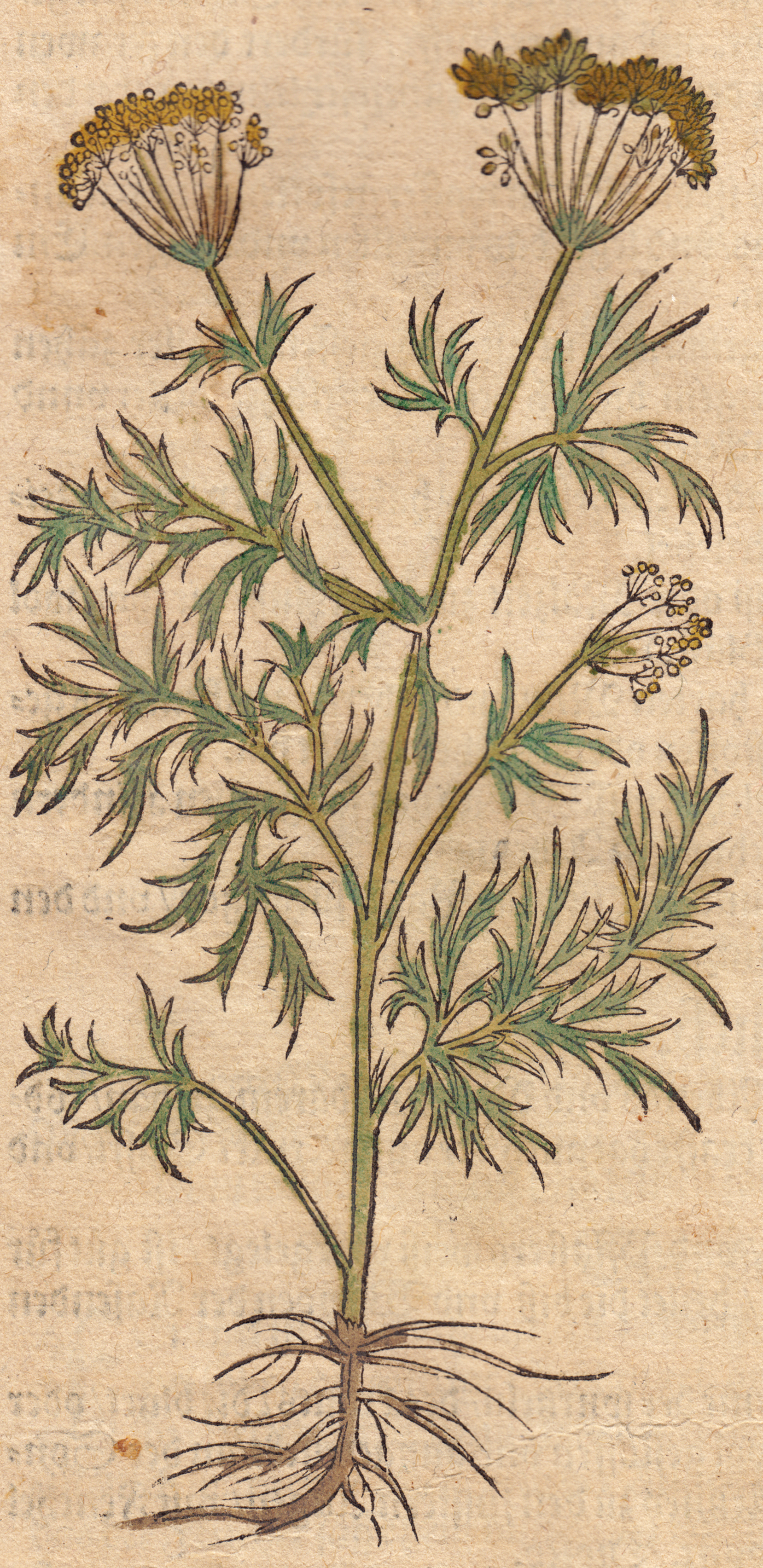
Hieronymus Bock 1546
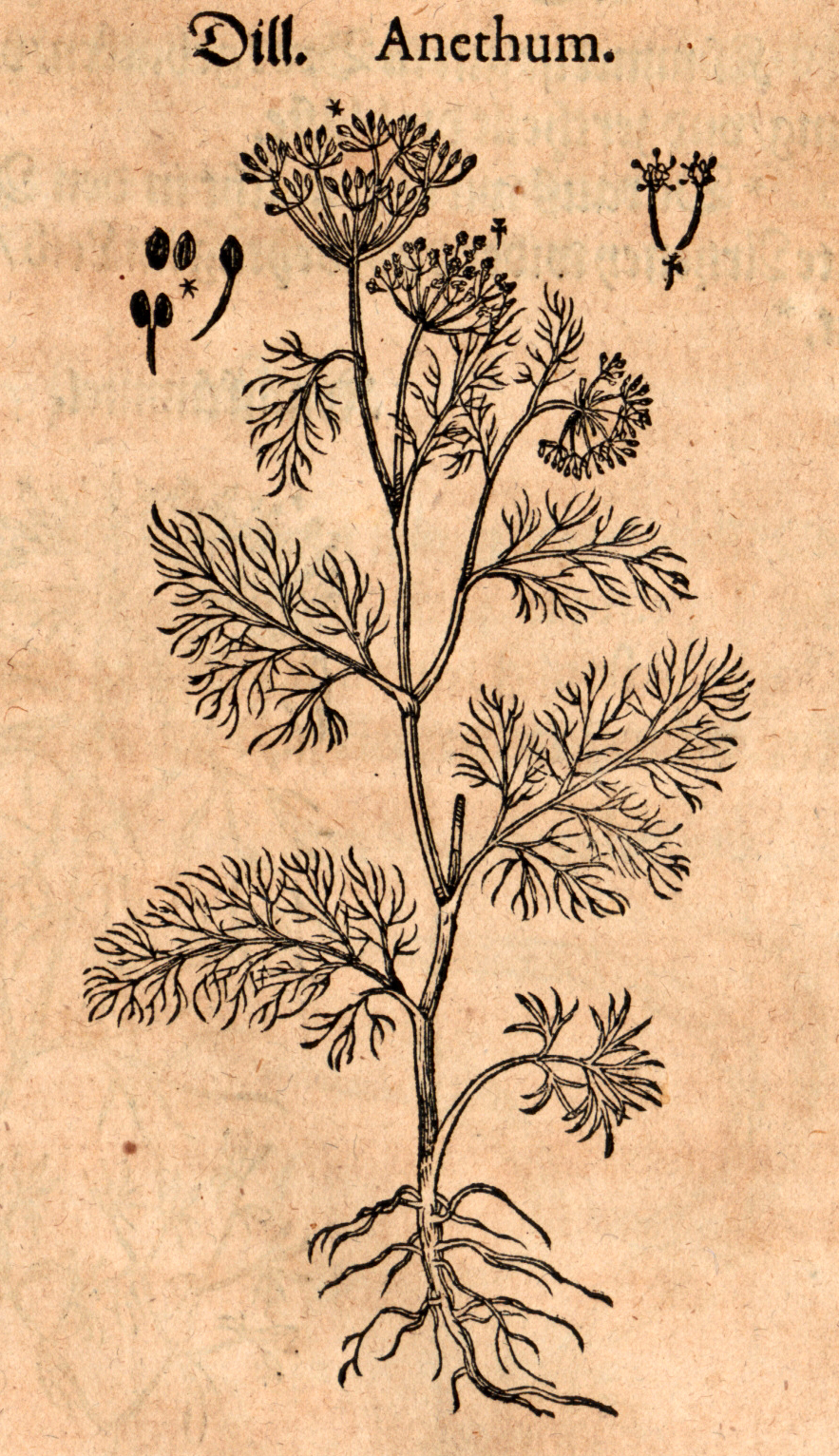
Mattioli / Handsch / Camerarius 1586